# Bollason
Bollason ist ein isländischer Name.

## Herkunft und Bedeutung
Der Name ist ein Patronym und bedeutet Sohn des Bolli. Die weibliche Entsprechung ist Bolladóttir (Tochter des Bolli).

## Namensträger
- Arthúr Bollason (* 1950), isländischer Journalist, Schriftsteller und Übersetzer
- Einar Bollason (* 1943), isländischer Basketballspieler und -trainer